# Ангелов, Тодор
Тодор А́нгелов Дзеков (болг. Тодор Ангелов Дзеков; 12 января 1900, Кюстендил, Болгария — 30 ноября 1943, форт Бреендонк, Бельгия) — болгарский революционер, анархо-коммунист и антифашист. Герой бельгийского Сопротивления нацистской Германии. Отец писательницы Свободы Бычварововой.

## Биография
Родился в рабочей семье, отец был каменщиком. С молодости был связан с коммунистами, в 1923 году принимал участие в Сентябрьском восстании.
После нападения на Собор Святой Недели и начала репрессий против левых, в 1925 году вместе с семьей бежал из страны, где был заочно приговорен к смертной казни.
Некоторое время жил в Австрии и Франции, в 1927 году переехал в Бельгию, в 1930—1932 годы — в Люксембурге, а затем возвратился в Бельгию.
Участвовал в войне в Испании, в 1936—1938 гг. воевал в составе болгарского батальона «Георгий Димитров» XV-й интербригады. После окончания войны вернулся в Бельгию, принимал участие в работе коммунистической партии Бельгии.
10 мая 1940 года немецкие войска перешли границу Бельгии, 28 мая 1940 года бельгийская армия капитулировала по приказу короля Леопольда III, а территория Бельгии была оккупирована войсками Третьего рейха.
После начала оккупации Ангелов стал одним из организаторов подполья и партизанской войны против фашистов. Арестован и казнен 30 ноября 1943 года.

## Государственные награды
3 февраля 1949 года — решением правительства Бельгии награждён орденом Леопольда I с пальмой (посмертно)
Посмертно присвоено звание полковника бельгийской армии.

## Память
- в городе Кюстендил установлен памятник Тодору Ангелову